# グリコシルセラミダーゼ
グリコシルセラミダーゼ(Glycosylceramidase、EC 3.2.1.62)は、以下の化学反応を触媒する酵素である。
グリコシル-N-アシルスフィンゴシン + 水 {\displaystyle \rightleftharpoons } N-アシルスフィンゴシン + 糖
従って、この酵素の2つの基質はグリコシル-N-アシルスフィンゴシンと水、2つの生成物はN-アシルスフィンゴシンと糖である。
この酵素は、加水分解酵素、特にO-およびS-グリコシル化合物加水分解酵素に分類される。系統名は、グリコシル-N-アシルスフィンゴシン グリコヒドロラーゼ(glycosyl-N-acylsphingosine glycohydrolase)である。その他よく用いられる名前に、phlorizin hydrolase、phloretin-glucosidase、glycosyl ceramide glycosylhydrolase、cerebrosidase、phloridzin beta-glucosidase、lactase-phlorizin hydrolase、phloridzin glucosidase等がある。